# 海白爾KH2002突擊步槍
KH-2002「開伯爾」（波斯語：‎，羅馬化：Khaybar）是一種由伊朗國防工業組織研製的犢牛式突擊步槍。該槍是以DIO S 5.56突擊步槍（中華人民共和國北方工業授權伊朗製造的CQ突擊步槍，CQ突擊步槍本身則仿自美國陸軍M16A1／A2）作技術基礎衍生而成的產物。目前伊朗軍隊正打算以DIO S 5.56和KH-2002取代服役了四十多年的G3自動步槍，並作為他們的新一代制式步槍。

## 設計及歷史
KH-2002的外型類似法國製FAMAS突擊步槍，此槍發射5.56×45毫米小口徑步槍彈並以30發容量的STANAG彈匣供彈。其快慢機位於彈匣插槽後面的槍托左後側位置，並設有安全、半自動、三發點發和全自動四種模式可供射手選擇。伊朗國防工業組織宣稱KH-2002是一種具備低後坐力、高精確度、輕便並擁有模塊化結構以便維護的武器系統。基於其模組化設計的緣故，此槍有著三個版本：包括標準型突擊步槍、短管卡賓槍和長槍管精確射手步槍，這三種武器的槍管皆可互換，這使得武器能夠在戰場上有著較高的戰術彈性。其槍機系統則與其原型DIO S 5.56（北方工業CQ的仿製品）相同，而DIO S 5.56和北方工業CQ又是美國M16A1的仿製品。與FAMAS、86S式和QBZ-95等犢牛式突擊步槍相同，KH-2002也附有提把，若有需要用戶可在上面安裝瞄準鏡和夜視裝置，拉機柄也位於提把裡面。此外，此槍還可對應刺刀和兩腳架。然而基於本槍是犢牛式設計的緣故，所以並不利於肉搏戰，不過基於其較短的槍身也使它較適合用於近身距離作戰。
另外伊朗國防工業組織已開發出能夠將M16A1改裝成本槍的套件。
在2009年，伊朗國防工業推出一款新的KH2002改型，是為KH2002 Sama。
敘利亞和烏拉圭等國都曾對引進該款步槍表示興趣，然而在被敘利亞軍隊測試期間，十枝樣槍當中有八枝發生了故障，令其最終落選。而烏拉圭其後亦失去了對該槍的興趣。

## 使用國

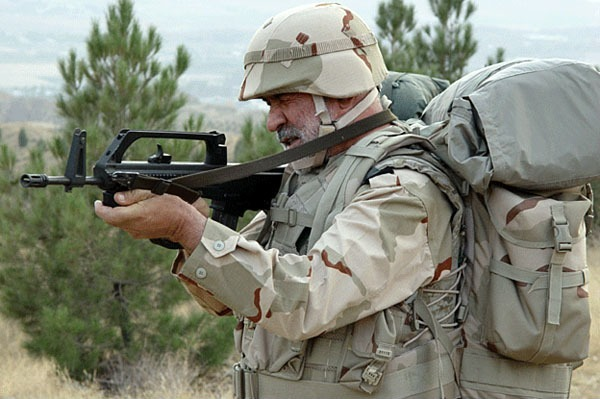
實戰演習中的KH2002

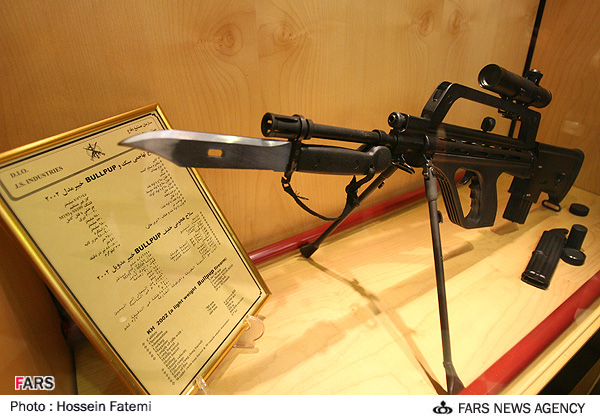
刺刀與瞄準鏡

- 伊朗
  - 伊朗伊斯蘭共和國武裝部隊

## 登場作品

### 電子遊戲
- 2007年—《絕對武力Online》：型號為KH2002 Sama，命名為「KH2002」。
- 2011年—《3》：型號為KH2002 Sama，命名为“KH-2002”，於遊戲內所有模式中皆有登場，奇怪的没有全自動模式。單人模式當中由伊朗人民解放抵抗軍（PLR）所使用。聯機模式時為突擊兵解鎖武器。
- 2013年—《3》：被命名为“KABITA 6.5MM”，游戏中由伊朗武装部隊所使用。
- 2020年— 《俠盜獵車手》：於12/15線上模式DLC「佩里克島搶劫」更新中推出。與AUG A3融合後被命名為「軍用步槍(military rifle)」，以一把$397,500的價格於武裝國度販售。[4][5]

## 另見
- FAMAS
- Steyr AUG
- SA80
- TAR-21
- QBZ-95
- 86S式自動步槍
- LAPA FA-03
- CQ
- M16

## 外部連結
- DEFENSE INDUSTRIES ORGANIZATION official KH-2002 "Khaybar" webpage
- 槍炮世界 KH-2002 （页面存档备份，存于）